# Pavel Kolařík
Pavel Kolařík (* 24. Oktober 1972 in Vyškov, Tschechoslowakei) ist ein ehemaliger tschechischer Eishockeyspieler, der zwischen 2002 und 2018 durchgängig beim HC Slavia Prag aktiv war. Seit 2017 ist er zudem Nachwuchstrainer beim HC Slavia.

## Karriere
Pavel Kolařík begann seine Karriere als Eishockeyspieler bei den Junioren des HC Sparta Prag, bevor er in der Saison 1992/93 für den ŠKP PS Poprad sein Debüt in der 1. Liga, der höchsten tschechoslowakischen Spielklasse, gab. Anschließend spielte er nach der Teilung der Tschechoslowakei dreieinhalb Jahre lang für den tschechischen Zweitligisten H+S Beroun, wobei er parallel zwischen 1994 und 1996 zu insgesamt zehn Einsätzen für den HC Kladno in der Extraliga kam. Mitte der Saison 1996/97 schloss er sich dem HC Slavia Prag an, für den er in den folgenden dreieinhalb Jahren in der Extraliga unter Vertrag stand. Anschließend wurde er erst im Alter von 27 Jahren im NHL Entry Draft 2000 in der neunten Runde als insgesamt 268. Spieler von den Boston Bruins ausgewählt. Für diese bestritt er in den folgenden beiden Spielzeiten insgesamt 23 Spiele in der National Hockey League, kam jedoch hauptsächlich in deren Farmteam Providence Bruins in der American Hockey League zum Einsatz.
Im Sommer 2002 kehrte Kolařík zum HC Slavia Prag zurück, mit dem er in der Saison 2002/03 auf Anhieb tschechischer Meister wurde. Diesen Erfolg konnte er mit seiner Mannschaft in der Saison 2007/08 wiederholen. Auf europäischer Ebene stand der Tscheche in der Saison 2008/09 in allen vier Spielen Slavias in der Gruppenphase der Champions Hockey League auf dem Eis. 

### International
Für Tschechien nahm Kolařík an der Weltmeisterschaft 2003 sowie 2003 und 2006 an der Euro Hockey Tour teil.

## Erfolge und Auszeichnungen
- 2003 Tschechischer Meister mit dem HC Slavia Prag
- 2008 Tschechischer Meister mit dem HC Slavia Prag

## Statistik
(Stand: Ende der Saison 2010/11)